# Peace Monument
Il Peace Monument (Monumento alla Pace), noto anche come il Naval Monument or Civil War Sailors Monument, si trova sul terreno del Campidoglio in Peace Circle tra First Street e Pennsylvania Avenue, a Washington.
L'opera alta 44 piedi (13,4 m) è costituita da un memoriale in marmo bianco il quale fu eretto tra il 1877 e il 1878 per commemorare i caduti dell'Union Navy nel corso della guerra di secessione americana. Attualmente fa parte di un gruppo scultoreo suddiviso in tre parti, tra cui il James A. Garfield Monument e l'Ulysses S. Grant Memorial.